# 파이어버드 (데이터베이스)
파이어버드(FireBird)는 볼랜드의 관계형 데이터베이스 관리 시스템(RDBMS)인 인터베이스(Interbase)가 2000년에 소스 공개된 이후 공개된 소스를 기반으로 새로이 시작된 오픈 소스 RDBMS 프로젝트이다. 2004년 2월에 1.5 버전이 발표되었고 2006년 2월초 현재 2.0 버전이 공개 베타 테스트중이다.
파이어버드의 대표적인 특징은 트랜잭션 등 완전한 RDBMS의 기능을 갖추고 있으면서도 설치 크기가 수MB 정도로 대단히 작고 빠르며, 메모리도 수십 MB 정도로 적게 소모하는 가벼운(lightweight) RDBMS라는 것이다. 또한 마이크로소프트 윈도우, 리눅스, 솔라리스, FreeBSD, 맥 OS 등 다양한 플랫폼을 지원한다.
볼랜드의 인터베이스 소스로부터 분기한 만큼 볼랜드의 개발툴인 델파이나 C++빌더와는 연동이 쉽지만, 그외에 닷넷 프레임워크 환경이나 비주얼 C++, PHP, ASP, 자바와도 연동이 가능하다.
파이어버드의 라이선스는 MPL(Mozilla Public License)의 변형으로, GPL 기반인 MySQL과는 달리 상용 목적의 사용이 가능하다. 이 라이선스는 거의 대부분의 상업 목적 사용에도 제한을 받지 않는다.
RDBMS 서버가 아닌 로컬 데이터베이스 형태로 다른 프로그램에 임베드(embed)되는 파이어버드 임베디드 서버(FireBird Embeded Server)도 존재한다.
대한민국에서 파이어버드 관련 정보를 찾아보기 위해서는 볼랜드포럼에서 파이어버드 포럼을 찾아볼 수 있다.

## 같이 보기
- 다중 버전 동시성 제어